# Fabio Firmani
Fabio Firmani (Rome, 26 mei 1978) is een Italiaans voetballer (middenvelder) die voor SS Lazio uitkomt. Voordien speelde hij voor onder meer Vicenza, SSC Venezia en Catania. Met Vicenza won hij in 1997 de Coppa Italia.
Firmani speelde tien wedstrijden voor de U-21 van Italië, waarin hij één doelpunt scoorde. Met de U-21 werd hij Europees kampioen in 2000.

## Carrière
- 1995-1996: AS Lodigiani 1972
- 1996-1998: Vicenza
- 1998-1999: Reggina
- 1999-2001: Vicenza
- 2001: Chievo
- 2001-2002: Bologna
- 2002-2003: SSC Venezia
- 2003-2005: Catania
- 2005- nu : SS Lazio

1 De Sanctis ·
2 Grandoni ·
3 Mezzano ·
4 Ferrari ·
5 Zanchi ·
6 Gattuso ·
7 Comandini ·
8 Baronio ·
9 Ventola ·
10 Pirlo ·
11 Zambrotta ·
12 Margiotta ·
13 Ambrosini ·
14 Rivalta ·
15 Cirillo ·
16 Vannucchi ·
17 Zanetti ·
18 Abbiati ·
19 Scarlato ·
20 Morrone ·
21 Firmani ·
22 Lupatelli ·
Coach: Tardelli